# The Witch
The Witch är en låt med det tyska rockbandet The Rattles som finns med på deras musikalbum The Witch från år 1970. Låten skrevs av bandets basist Herbert Hildebrandt. 

## Om låten
The Rattles spelade in en version av The Witch redan år 1968. Den första versionen blev en hit i Tyskland. Men strax därefter blev The Rattles tvungna att splittras av några olika anledningar. När de sedan återförenades så hade några medlemmar bytts ut, men Hildebrandt fortsatte skriva låtar och spela bas i bandet. År 1970 spelade de in en ny version av The Witch, och den nya versionen blev deras enda internationella hit.
Låten hamnade på plats tio på UK Singles Chart, plats tjugo på listorna i Australien samt på den amerikanska Billboardlistan. I april 1971 hade singeln sålts i över en miljon exemplar, och det ledde till att The Rattles blev det första tyska bandet som tog sig in på hitlistorna i USA.
Låten handlar om en kvinna som springer för sitt liv, eftersom hon blir förföljd av en häxa.

## Musikstilar
I låten blandar The Rattles många olika typer av musik, så därför kan det vara svårt att avgöra vilken typ av musik man ska klassa det som. Själva musiken är en blandning av psykedelisk rock och boogierock, men det finns tydliga inslag av glamrock och symfonisk rock. Det finns även inslag av skräckrock, med tanke på att sångtexten handlar om en häxa.